# Бергнойштадт
Бергнойштадт (нім. Bergneustadt) — місто в Німеччині, знаходиться в землі Північний Рейн-Вестфалія. Підпорядковується адміністративному округу Кельн. Входить до складу району Обербергішер.
Площа — 37,86 км2. Населення становить 18 502 ос. (станом на 31 грудня 2020).